# 1. SS-tankovska armada
Za druge 1. armade glejte 1. armada.
1. SS-tankovska armada (izvirno nemško 1. SS-Panzer-Armee) je bila kratkotrajna tankovska armada v sestavi Waffen-SS med drugo svetovno vojno.
V bistvu je to bil preimenovan 2. SS-tankovski korpus.

## Organizacija
26. september 1943
- SS-Panzer-Armee-Oberkommando 1
- 12. SS tankovski korpus

- Pz.Gren.Div. Hitlerjugend
- 18. tankovska divizija
- 71. pehotna divizija
- 88. pehotna divizija
- 162. pehotna divizija

## Poveljstvo
Poveljnik
- SS-Oberstgruppenführer Paul Hausser